# A watercolor
『a watercolor』（ア・ウォーターカラー）は、スネオヘアーの2枚目のアルバム。2003年7月24日にリリースした。

## 収録曲
1. のびたテープ
  - 作詞・作曲：渡辺健二
2. ピント
  - 作詞・作曲：渡辺健二
3. ウグイス（album mix version）
  - 作詞・作曲：渡辺健二
4. DRIVE
  - 作詞・作曲：渡辺健二
5. ニュータウンへ続く道
  - 作詞・作曲：渡辺健二
6. 打ち上げ花火
  - 作詞・作曲：渡辺健二
7. セイコウトウテイ
  - 作詞・作曲：渡辺健二
8. アオイソラ
  - 作詞・作曲：渡辺健二
9. スピード
  - 作詞・作曲：渡辺健二
10. 終りね
  - 作詞・作曲：渡辺健二
11. ウグイス（裏）（ボーナストラック）
  - 作詞・作曲：渡辺健二